# Représentations diplomatiques au Pérou

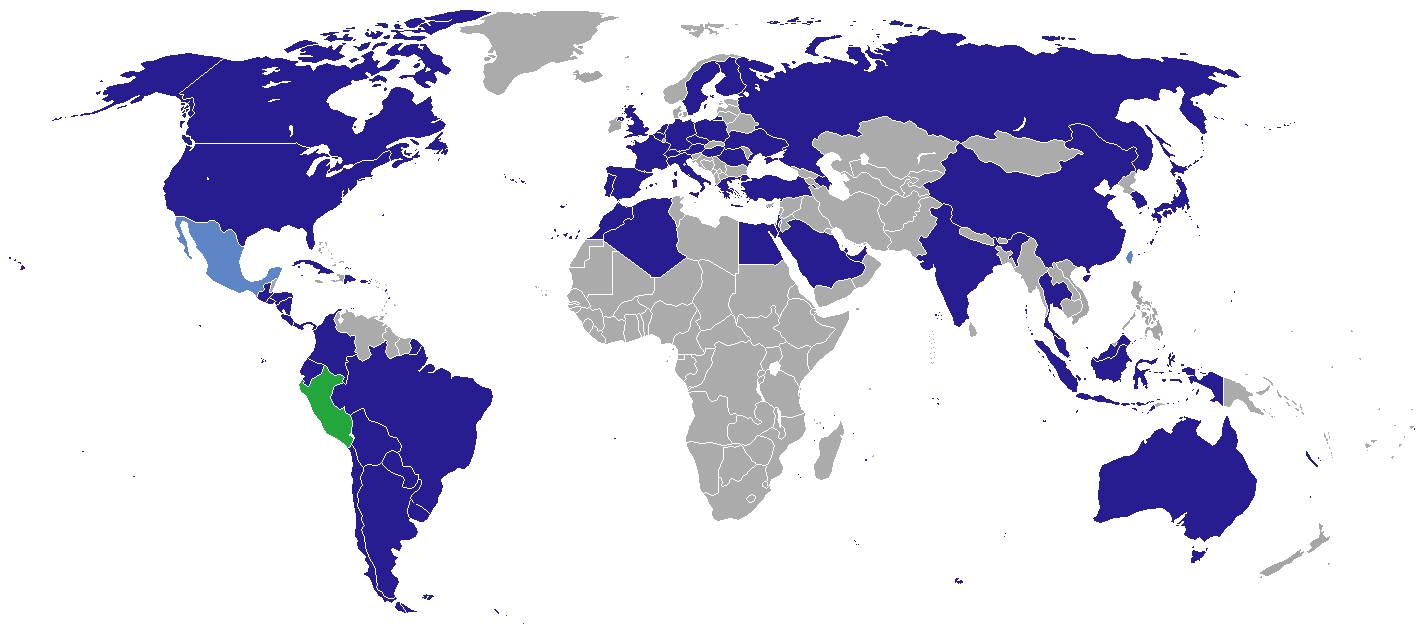
Représentations diplomatiques au Pérou
Pérou
Pays avec une ambassade à Lima

Voici une liste des représentations diplomatiques au Pérou. Il y a actuellement 61 ambassades à Lima et de nombreux pays ont des consulats dans d'autres villes péruviennes.

## Ambassades

### Ambassades à Lima
| Délégation                              | Année d'ouverture | Photo |
| --------------------------------------- | ----------------- | ----- |
| Algérie                                 | 1975              |       |
| Allemagne                               | 1828              |       |
| Arabie saoudite                         | 2011              |       |
| Argentine                               | 1822              |       |
| Australie                               | 1963              |       |
| Autriche                                | 1900              |       |
| Azerbaïdjan                             | 2013              |       |
| Belgique                                | 1910              |       |
| Bolivie                                 | 1826              |       |
| Brésil                                  | 1826              |       |
| Canada                                  | 1944              |       |
| Chili                                   | 1909              |       |
| Chine                                   | 1972              |       |
| Colombie                                | 1826              |       |
| Corée du Sud                            | 1960              |       |
| Costa Rica                              | 1960              |       |
| Cuba                                    | 1955              |       |
| Égypte                                  | 1963              |       |
| Émirats arabes unis                     | 2016              |       |
| Équateur                                | 1846              |       |
| Espagne                                 | 1860              |       |
| États-Unis                              | 1920              |       |
| Finlande                                | 1983              |       |
| France                                  | 1826              |       |
| Grèce                                   | 1965              |       |
| Guatemala                               | 1960              |       |
| Honduras                                | 1960              |       |
| Hongrie                                 | 2017              |       |
| Inde                                    | 1980              |       |
| Indonésie                               | 1975              |       |
| Israël                                  | 1957              |       |
| Italie                                  | 1827              |       |
| Japon                                   | 1899              |       |
| Malaisie                                | 1996              |       |
| Maroc                                   | 1970              |       |
| Mexique                                 | 1823              |       |
| Nicaragua                               |                   |       |
| Ordre souverain de Malte                |                   |       |
| Palestine                               | 1960              |       |
| Panama                                  | 1950              |       |
| Paraguay                                | 1827              |       |
| Pays-Bas                                | 1970              |       |
| Pologne                                 | 1910              |       |
| Portugal                                | 1890              |       |
| Qatar                                   | 2011              |       |
| République arabe sahraouie démocratique | 2022              |       |
| République dominicaine                  |                   |       |
| République tchèque                      | 1933              |       |
| Roumanie                                | 1947              |       |
| Royaume-Uni                             | 1823              |       |
| Russie                                  | 1969              |       |
| Salvador                                |                   |       |
| Suisse                                  | 1957              |       |
| Thaïlande                               | 2006              |       |
| Turquie                                 | 2009              |       |
| Ukraine                                 | 2003              |       |
| Uruguay                                 |                   |       |
| Vatican                                 | 1859              |       |
| Venezuela                               | 1943              |       |

### Autres représentations à Lima
- Union européenne (Délégation)
- Taïwan (Bureau culturel et économique de Taipei)[1]

## Consulats

### Cuzco
- Bolivie
- États-Unis (Agence consulaire)

### Ilo
- Bolivie

### Iquitos
- Brésil
- Colombie

### Puno
- Bolivie

### Tacna
- Bolivie
- Chili (Consulat général)

### Tumbes
- Équateur

## Ambassades accréditées

### Berlin
- Lettonie
- Luxembourg

### Bogota
- Liban

### Brasilia
- Albanie
- Angola
- Bahreïn
- Birmanie
- Bulgarie
- Chypre
- Côte d'Ivoire
- Estonie
- Fidji
- Géorgie
- Ghana
- Guinée
- Guinée équatoriale
- Guyana
- Jordanie
- Kenya
- Libye
- Mali
- Mauritanie
- Mongolie
- Namibie
- Oman
- République du Congo
- Sénégal
- Soudan
- Sri Lanka
- Tanzanie
- Tunisie
- Viêt Nam
- Zambie
- Zimbabwe

### Buenos Aires
- Arménie
- Biélorussie
- Nigeria
- Pakistan
- Serbie
- Slovaquie
- Slovénie

### Caracas
- Barbade
- Irak
- Jamaïque
- Suriname
- Trinité-et-Tobago

### La Havane
- Laos

### Mexico
- Bangladesh
- Belize

### New York
- Maldives
- Népal
- Sierra Leone

### Ottawa
- Islande

### Paris
- Monaco

### Quito
- Iran

### Rome
- Saint-Marin

### Santiago
- Croatie
- Danemark
- Haïti
- Irlande
- Koweït
- Norvège
- Nouvelle-Zélande
- Philippines
- Syrie

### Singapour
- Singapour

### Washington
- Afghanistan
- Brunei
- Burkina Faso
- République centrafricaine
- Saint-Vincent-et-les-Grenadines
- Turkménistan

## Anciennes ambassades
- Afrique du Sud
- Bulgarie
- Corée du Nord
- Nouvelle-Zélande
- Philippines
- Serbie/ Yougoslavie
- Suède
- Taïwan